# Franc Krenner
Franc Krener, slovenski domobranski general, * 18. april 1898, Medvode † 17. marec 1973, Olivos (Argentina).
Krenner je najbolj znan kot general Slovenske narodne vojske in slovenskega domobranstva. Kot vojak avstro-ogrske vojske se je udeležil že prve svetovne vojne, po vojni pa je najprej zaključil šolanje na tehnični fakulteti v Pragi, nato pa je vstopil v Vojsko Kraljevine Jugoslavije, kjer je dosegel čin topniškega podpolkovnika. Po kapitulaciji Jugoslavije aprila 1941 se je vrnil v Ljubljano, kmalu zatem pa je bil interniran v Italijo. Po vrnitvi iz internacije je aktivno sodeloval pri reorganizaciji Kraljeve vojske v Sloveniji, kjer je deloval kot načelnik štaba. Iz JVvD je oktobra 1943 izstopil, Nemci pa so ga postavili za poveljnika organizacijskega štaba Slovenskega domobranstva, ki je začelo organizirano delovati leta 1944. Maja 1945, po odstopu generala Ivana Prezlja-Andreja, ga je Narodni odbor za Slovenijo povišal v brigadnega generala in postavil za poveljnika celotne Slovenske narodne vojske, v katero so združili tako pripadnike slovenskega domobranstva, kot pripadnike slovenskih četnikov in drugih protikomunističnih formacij. 
Po porazu v vojni je svoje enote vodil pri umiku na Koroško, tam pa je sodeloval pri pogajanjih z britanskim poveljstvom o predaji. Med tem je bil povišan v divizijskega generala. Pri Angležih naj bi dosegel izpustitev kakih 700 pripadnikov plave garde, ostale protikomunistične borce pa je prepustil Angležem, ki so mu zagotovili, da jih bodo odpeljali v internacijo v Italijo. Po predaji svojih enot Angležem je Krenner pobegnil v Italijo, kjer je do oktobra 1947 živel v ilegali, nato pa je emigriral v Argentino. Tam se je kot vratar zaposlil v nekem hotelu v Buenos Airesu, kjer je delal do upokojitve.